# Šar-hegység
A Šar (macedónul és szerbül Шар Планина / Šar Planina, albánul Malet e Sharrit, Mal i Sharrit, Sharr) Koszovó és Észak-Macedónia határán található magashegység. Keletről a Vardar, nyugatról a Fekete- és a Fehér-Drin határolja. Megközelítőleg 80 kilométer hosszú és 10-20 kilométer széles. Legmagasabb csúcsai:  
- Titov Vrv (2747 m), a legmagasabb
- Turcin (2702 m)
- Bakerdan (2704 m)
- Borislavec (2662 m)
- Rudoka (2610 m)
- Peskovi (2651 m)
- Kis-Rudoka (2629 m)
- Džini Beg (2610 m)
- Karabunar (2600 m)
- Belo Ezerski (2590 m)
- Crn Vrv (2585 m)
- Nagy-Vraca (2582 m)
- Guzhbaba (2582 m)
- Isa Aga (2555 m)
- Gur i Zi (2536 m)
- Kobilica (2528 m)
- Piribeg (2524 m)
- Ljuboten (2498 m)
- Livadički Breg (2497 m)
- Zallina (2493 m)
- Kis-Vraca (2483 m)
- Jezerska planina (2471 m)
- Karanikolica (2409 m)
- Tumba-csúcs (2346 m)
- Gemitaš (2183 m)
- Kalabak (2174 m)
- Crnkamenska Kula (2117 m)
- Šerupa (2092 m)

## Földrajza, élővilága
Északkelet-albániai folytatásának kezdetét a Korab-hegy (2764 m) jelöli.
Vegetációját övezetesség jellemzi: 1000 méterig megművelt szántóföldek, 1700 méterig erdők, majd fölöttük magashegyi legelők terülnek el. Utóbbiak összefüggő területe összesen mintegy 550 km². A Šarplaninac-kutya származási helye.
Az északi lejtők területéből 380 km²-t a Šar-hegység Nemzeti Park védelmez. Gazdag állat- és növényvilágán kívül említendő, hogy bővelkedik patakokban és kisebb folyókban.

## Külső hivatkozások
- Polog-völgy